# Slovenija na kvalifikacijah za nastop na Zimskih olimpijskih igrah 2010 v hokeju na ledu
Slovenska hokejska reprezentanca je bila na kvalifikacijah za uvrstitev na Zimske olimpijske igre 2010 razvrščena v skupino E, kjer se je med 5. in 8. februarjem 2009 v Hanovru borila proti reprezentancam Nemčije, Avstrije in Japonske, na Olimpijske igre je vodilo prvo mesto v skupini. Po treh porazih je Slovenija zasedla zadnje, četrto mesto, na Olimpijske igre se je uvrstila Nemčija. 

## Tekme
| 5. februar 2009 | Slovenija | 3 - 4 (OT) | Avstrija | TUI Arena, Hanover |

| Poročilo tekme | Poročilo tekme                                                                                        | Poročilo tekme                | Poročilo tekme | Poročilo tekme                                           |
| -------------- | --- | ----------------------------- | --- | -------------------------------------------------------- |
| Začetek: 16:00 | A. Hebar (E. Terglav) (21:48) M. Rodman (T. Razingar) (30:30) M. Rodman (A. Hebar, D. Rodman) (39:44) | ( 0 - 0, 3 - 2, 0 - 1, 0 - 1) | MR. Grabner (A. Lakos) (24:52) (PP) MR. Grabner (G. Unterluggauer) (35:39) (PP) Thomas Koch (D. Kalt) (55:01) A. Lakos (O. Setzinger) (63:40) | Gledalci: 1016 Sodnika: S. Partanen Sodnika: U. Ronnmark |

| 7. februar 2009 | Slovenija | 4 - 5 (SO) | Japonska | TUI Arena, Hanover |

| Poročilo tekme | Poročilo tekme | Poročilo tekme                       | Poročilo tekme | Poročilo tekme                                          |
| -------------- | --- | ------------------------------------ | --- | ------------------------------------------------------- |
| Začetek: 12:00 | T. Razingar (E. Terglav) (00:59) I. Jan (T. Razingar) (11:37) A. Mušič (A. Terlikar, A. Tavželj) (28:45) A. Kranjc (A. Hebar) (30:34) (PP) | ( 2 - 1, 2 - 1, 0 - 2, 0 - 0, 0 - 1) | M. Domeki (J. Kon) (16:45) R. Kavai (H. Osava) (27:02) (PP) B. Išioka (47:00) G. Tanaka (T. Suzuki, D. Obara) (56:12) (PP) | Gledalci: 2380 Sodnika: S. Partanen Sodnika: V. Sindler |

| 8. februar 2009 | Nemčija | 2 - 1 | Slovenija | TUI Arena, Hanover |

| Poročilo tekme | Poročilo tekme                                                        | Poročilo tekme         | Poročilo tekme              | Poročilo tekme                                          |
| -------------- | --------------------------------------------------------------------- | ---------------------- | --------------------------- | ------------------------------------------------------- |
| Začetek: 17:00 | M. Hackert (M. Bakos) (12:22) J. Mulock (A. Barta, M. Klinge) (21:12) | ( 1 - 0, 1 - 0, 0 - 1) | A. Mušič (M. Šivic) (48:07) | Gledalci: 3758 Sodnika: S. Partanen Sodnika: V. Sindler |

## Seznam reprezentantov s statistiko

### Vratarji
| #  | Igralec        | OT | OMIN | PG | PGT | KM | PPPG | PSHG |
| 33 | Robert Kristan | 2  | 120  | 7  | 3,5 | 0  | 4    | 0    |
| 1  | Andrej Hočevar | 1  | 60   | 2  | 2   | 0  | 0    | 0    |
| 30 | Aleš Sila      | 0  | 0    | 0  | 0   | 0  | 0    | 0    |
| -- | -------------- | -- | ---- | -- | --- | -- | ---- | ---- |

### Drsalci
| #  | Igralec             | OT | DG | DA | TOČ | DGT  | DAT  | DPPG | DPPGT | DSHG | DSHGT | KM |
| 84 | Andrej Hebar        | 3  | 1  | 2  | 3   | 0,33 | 0,66 | 0    | 0     | 0    | 0     | 4  |
| 9  | Tomaž Razingar      | 3  | 1  | 2  | 3   | 0,33 | 0,66 | 0    | 0     | 0    | 0     | 2  |
| 22 | Marcel Rodman       | 3  | 2  | 0  | 2   | 0,66 | 0    | 0    | 0     | 0    | 0     | 4  |
| 16 | Aleš Mušič          | 3  | 2  | 0  | 2   | 0,66 | 0    | 0    | 0     | 0    | 0     | 2  |
| 91 | Edo Terglav         | 3  | 0  | 2  | 2   | 0    | 0,66 | 0    | 0     | 0    | 0     | 0  |
| 13 | Ivo Jan             | 3  | 1  | 0  | 1   | 0,33 | 0    | 0    | 0     | 0    | 0     | 2  |
| 28 | Aleš Kranjc         | 3  | 1  | 0  | 1   | 0,33 | 0    | 1    | 0,33  | 0    | 0     | 2  |
| 12 | David Rodman        | 3  | 0  | 1  | 1   | 0    | 0,33 | 0    | 0     | 0    | 0     | 2  |
| 24 | Anže Terlikar       | 3  | 0  | 1  | 1   | 0    | 0,33 | 0    | 0     | 0    | 0     | 2  |
| 10 | Mitja Šivic         | 3  | 0  | 1  | 1   | 0    | 0,33 | 0    | 0     | 0    | 0     | 2  |
| 4  | Andrej Tavželj      | 3  | 0  | 1  | 1   | 0    | 0,33 | 0    | 0     | 0    | 0     | 0  |
| 14 | Matej Hočevar       | 3  | 0  | 0  | 0   | 0    | 0    | 0    | 0     | 0    | 0     | 4  |
| 18 | Gregor Polončič     | 3  | 0  | 0  | 0   | 0    | 0    | 0    | 0     | 0    | 0     | 4  |
| 81 | Marjan Manfreda     | 3  | 0  | 0  | 0   | 0    | 0    | 0    | 0     | 0    | 0     | 2  |
| 51 | Jakob Milovanovič   | 3  | 0  | 0  | 0   | 0    | 0    | 0    | 0     | 0    | 0     | 2  |
| 17 | Žiga Pavlin         | 3  | 0  | 0  | 0   | 0    | 0    | 0    | 0     | 0    | 0     | 2  |
| 37 | Mitja Robar         | 3  | 0  | 0  | 0   | 0    | 0    | 0    | 0     | 0    | 0     | 2  |
| 23 | Damjan Dervarič     | 3  | 0  | 0  | 0   | 0    | 0    | 0    | 0     | 0    | 0     | 0  |
| 86 | Sabahudin Kovačevič | 3  | 0  | 0  | 0   | 0    | 0    | 0    | 0     | 0    | 0     | 0  |
| 27 | Miha Rebolj         | 3  | 0  | 0  | 0   | 0    | 0    | 0    | 0     | 0    | 0     | 0  |
| -- | ------------------- | -- | -- | -- | --- | ---- | ---- | ---- | ----- | ---- | ----- | -- |